# Me and Me
Me and Me (Originaltitel: Sarajin Sigan, etwa ‚verschwundene Zeit‘) ein südkoreanischer Mysteryfilm aus dem Jahr 2020. Es ist das Regiedebüt des Schauspielers Jeong Jin-yeong. Die Hauptrolle spielt Cho Jin-woong.

## Handlung
Der Lehrer Su-hyeok zieht mit seiner Ehefrau I-yeong aufs Land. Sie leidet an einer psychischen Erkrankung, bei der sie am Abend eine andere Persönlichkeit annimmt und sich am Morgen an nichts erinnert. Das Landleben soll ihr helfen. Doch eines Nachts fällt Hae-gyeon ein ungewöhnlich aggressives Verhalten bei I-yeong auf, die ihn angreift. Su-hyeok erklärt es ihm und so spricht sich schnell rum, dass I-yeong verrückt sei. Die Dorfbewohner entscheiden, I-yeong nachts einzusperren und sie morgens wieder rauszulassen. Hae-gyeon nimmt stets den Schlüssel an sich. Su-hyeok kann es nicht ertragen, ohne seine Frau zu sein und lässt sich mit ihr einsperren. Doch in der Nacht bricht ein Feuer aus und beide kommen ums Leben, da sie nicht fliehen können.
Kommissar Park Hyung-gu wird für den Fall abgestellt. Ihm fallen schnell die ungewöhnlichen Umstände auf und verdächtiges Verhalten unter zahlreichen Dorfbewohnern. Insbesondere Hae-gyeon und Du-hui erwecken seine Aufmerksamkeit. Als er kurz davor ist, den Fall zu lösen und sich nur noch im Gespräch mit den Dorfbewohnern absichern will, wird er vom Dorfältesten und einigen Dorfbewohnern dazu gedrängt, mit ihnen zu trinken, da es der Geburtstag des Ältesten sei.
Am nächsten Morgen wacht er in dem Haus der verstorbenen auf. Allerdings ist es nicht mehr abgebrannt und er ist eingesperrt. Er erhält einen Anruf vom Schulleiter, der sich erkundigt, warum er nicht zur Arbeit erschienen ist. Hae-gyeon lässt ihn schließlich raus. Hyung-gu ist verwundert. Alle halten ihn für den Lehrer. Er vermutet eine Absprache der Bewohner zu ihren Schutz. Doch er kann auch seine Frau und Kinder nicht finden und seine Nachbarn erkennen ihn nicht. Seine ganze Vergangenheit, an die er glaubt, scheint verschwunden. Offenbar habe er Hae-gyeon gebeten ihn einzusperren.
Er sucht weiter nach seinem früheren Leben und versucht diesem zu entkommen. Er tötet dazu Hae-gyeon und rennt davon. Doch wenn er zum Tatort zurückkehrt, wo bereits die Polizei eingetroffen ist, ist Hae-gyeon am Leben. Stattdessen kam es in Hae-gyeons Gewächshaus zu einem Brand, doch er blieb unverletzt. Hyung-gu konfrontiert ihn, doch Hae-gyeon versteht nicht, wovon Hyung-gu spricht. Er bringt ihn zu einem Arzt. Dort trifft er zufälligerweise Mi-kyung die genauso aussieht wie seine Frau. Doch sie erkennt ihn nicht.
Am Schluss sucht Hyung-gu zur Entspannung heiße Quellen auf. Dort trifft er auf Cho-hee, die ihn zu kennen scheint. Beide unterhalten sich, wobei ihr eine seiner Notizen auffällt, wo er seine Nummer notierte. Sie erkennt diese Nummer jedoch als ihre frühere Nummer. Beide treffen sich ein paar Mal. Am Abend gesteht Cho-hee ihm, dass sie am Abend eine andere Persönlichkeit annimmt, was der Grund sei, dass sie keine Beziehungen eingeht.

## Rezeption
Me and Me lief am 18. Juni 2020 in den südkoreanischen Kinos an und erreichte knapp 200.000 Kinobesucher.
Kwak Yeon-soo von der Korea Times bewertet den Film gemischt. Der Film biete Neues und vermische gekonnt Komik mit Tragödie sowie Mystery und Fantasy. Allerdings wirke Vieles unklar und Handlungsstränge verliefen ins Leere. Regisseur Jung Jin-young sagte auch, dass der Film rational betrachtet keinen Sinn habe. Er finde eine Genrezuordnung auch schwierig und wollte vorwiegend Fragen über das Leben stellen.
Auf dem Fantasia International Film Festival wurde der Film mit zwei Preisen bedacht: der besonderen Erwähnung der Jury für den New Flesh Award für Debütfilme sowie der besonderen Erwähnung der Jury für den Cheval Noir Award.